# ان‌جی‌سی ۱۰۰

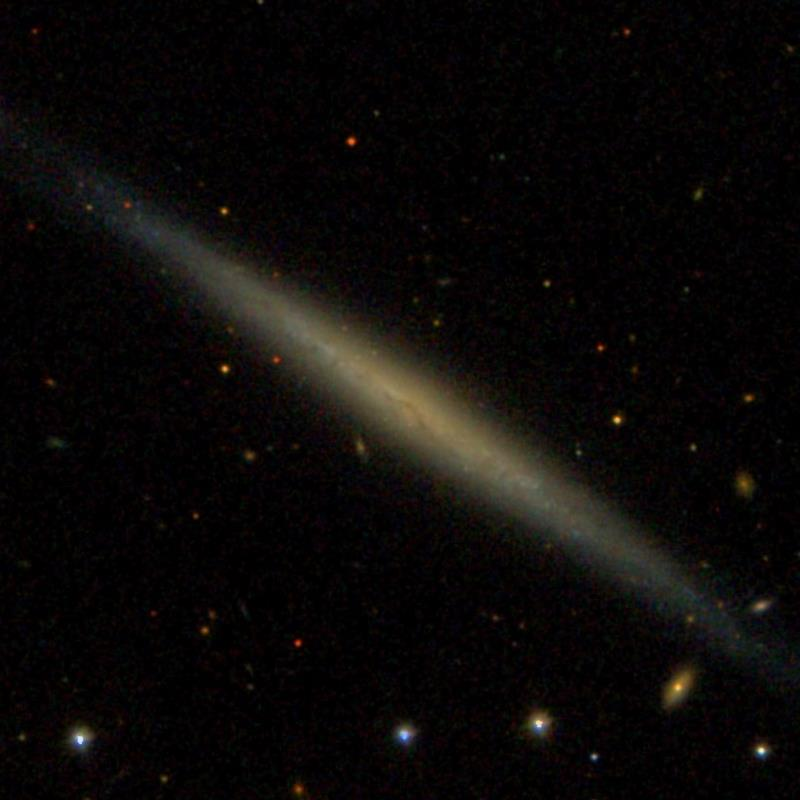
ان‌جی‌سی ۱۰۰

ان‌جی‌سی ۱۰۰ (به انگلیسی: NGC 100) یک کهکشان مارپیچی با قدر ظاهری ۱۴٫۶ است که در صورت فلکی ماهی قرار دارد.